# Tour du Finistère 2007
Il Tour du Finistère 2007, ventiduesima edizione della corsa e valida come evento dell'UCI Europe Tour 2007 categoria 1.1, si svolse il 21 aprile 2007 su un percorso totale di circa 190 km. Fu vinto dal francese Niels Brouzes che terminò la gara in 4h20'19", alla media di 43,793  km/h.
Partenza con 124 ciclisti, dei quali 65 portarono a termine il percorso.

## Ordine d'arrivo (Top 10)
| Pos. | Corridore         | Squadra         | Tempo    |
| ---- | ----------------- | --------------- | -------- |
| 1    | Niels Brouzes     | Auber 93        | 4h20'19" |
| 2    | Yann Huguet       | COF             | s.t.     |
| 3    | Andrej Kljuev     | Moscow Stars    | s.t.     |
| 4    | Rémi Pauriol      | Crédit Agricole | s.t.     |
| 5    | Benoît Vaugrenard | F. des Jeux     | a 5"     |
| 6    | Aljaksandr Usaŭ   | AG2R Prév.      | s.t.     |
| 7    | Yukiya Arashiro   | Nippo Corpo.    | s.t.     |
| 8    | Cyril Gautier     | Bretagne        | a 11"    |
| 9    | Anthony Charteau  | Crédit Agricole | s.t.     |
| 10   | David Moncoutié   | Cofidis         | s.t.     |